# Halowe Mistrzostwa Świata w Lekkoatletyce 2008 – bieg na 3000 m mężczyzn
Bieg na 3000 m mężczyzn – jedna z konkurencji rozgrywanych podczas halowych mistrzostw świata w lekkoatletyce w 2008. Eliminacje odbyły się 7 marca, a finał został rozegrany 9 marca.
Do eliminacji zgłoszonych zostało 22 zawodników z 17 państw.
Zawody w tej konkurencji wygrał reprezentant Etiopii Tariku Bekele. Drugą pozycję zajął zawodnik z Kenii Paul Kipsiele Koech, trzecią zaś reprezentujący kraj triumfatora Abreham Cherkos Feleke.

## Wyniki

### Eliminacje
Źródło: 
Bieg 1
| Miejsce | Zawodnik            | Państwo           | Wynik   | Uwagi |
| ------- | ------------------- | ----------------- | ------- | ----- |
| 1.      | Edwin Soi           | Kenia             | 8:03,54 |       |
| 2.      | Tariku Bekele       | Etiopia           | 8:03,55 |       |
| 3.      | Mo Farah            | Wielka Brytania   | 8:04,65 |       |
| 4.      | Sergio Sánchez      | Hiszpania         | 8:04,71 |       |
| 5.      | Cosimo Caliandro    | Włochy            | 8:04,80 |       |
| 6.      | Sultan Khamis Zama  | Katar             | 8:05,61 |       |
| 7.      | Chris Solinsky      | Stany Zjednoczone | 8:06,29 |       |
| 8.      | Javier Carriqueo    | Argentyna         | 8:12,40 |       |
| 9.      | David Galván        | Meksyk            | 8:28,29 | PB    |
| –       | Dickson Marwa Mkami | Tanzania          | DNS     |       |
| –       | Mohammed Salama     | Palestyna         | DNS     |       |

Bieg 2
| Miejsce | Zawodnik               | Państwo           | Wynik   | Uwagi |
| ------- | ---------------------- | ----------------- | ------- | ----- |
| 1.      | Paul Kipsiele Koech    | Kenia             | 7:54,46 |       |
| 2.      | Abreham Cherkos Feleke | Etiopia           | 7:54,51 |       |
| 3.      | Craig Mottram          | Australia         | 7:55,27 |       |
| 4.      | Ali Maataoui           | Maroko            | 7:56,26 |       |
| 5.      | James Kwalia           | Katar             | 7:58,13 |       |
| 6.      | Jonathon Riley         | Stany Zjednoczone | 7:59,22 | SB    |
| 7.      | Arne Gabius            | Niemcy            | 7:59,48 |       |
| 8.      | Kamal Boulahfane       | Algieria          | 7:59,88 |       |
| 9.      | Nick McCormick         | Wielka Brytania   | 8:00,01 |       |
| 10.     | Sylvain Rukundo        | Rwanda            | 8:02,49 | PB    |
| 11.     | Audace Baguma          | Burundi           | 8:10,56 | PB    |

### Finał
Źródło: 
| Miejsce | Zawodnik               | Państwo           | Wynik   | Uwagi |
| ------- | ---------------------- | ----------------- | ------- | ----- |
| 01 !    | Tariku Bekele          | Etiopia           | 7:48,23 |       |
| 02 !    | Paul Kipsiele Koech    | Kenia             | 7:49,05 |       |
| 03 !    | Abreham Cherkos Feleke | Etiopia           | 7:49,96 |       |
| 4.      | Edwin Soi              | Kenia             | 7:51,60 |       |
| 5.      | Craig Mottram          | Australia         | 7:52,42 |       |
| 6.      | Mo Farah               | Wielka Brytania   | 7:55,08 |       |
| 7.      | Ali Maataoui           | Maroko            | 7:58,93 |       |
| 8.      | Sergio Sánchez         | Hiszpania         | 7:59,74 | PB    |
| 9.      | James Kwalia           | Katar             | 8:00,44 |       |
| 10.     | Kamal Boulahfane       | Algieria          | 8:04,73 |       |
| 11.     | Jonathon Riley         | Stany Zjednoczone | 8:05,59 |       |
| 12.     | Arne Gabius            | Niemcy            | 8:11,21 |       |